# Стрипа (Ужгородський район)
Стри́па — село в Ужгородському районі Закарпатської області, на потоці Циганка. 
Село Стрипа розташоване в східній частині Ужгородського району, на відстані 12 км від  обласного центру — м. Ужгорода. Через центральну частину села протікає невелика  гірська річка Циганка. Стрипа межує з такими населеними пунктами: Ярок, Оріховиця, Верхня  Солотвина, Циганівці. Географічні  координати: 480 381 пн. ш., 220 261 сх. д. Село Стрипа входить до адміністративно-територіального підпорядкування Яроцької сільської ради.

## Історія
Існують такі версії походження назви села: 
1. Десь у 16 ст. у м. Ужгород проживав відомий політичний та суспільний діяч Ян Стрипський. Оскільки він був дуже багатий, то йому належали землі нашого села. Тоді він відправив на ці землі свого управителя Ковача та кількох своїх наймитів. Ковач був вихідцем з угорських сіл. На той час він був вдівцем, а згодом привіз собі дружину зі словацького села, яку батько видав заміж без її згоди. З нею у нього народилося 5 дітей, ці діти оселилися в селі , а разом з ними - і сім’ї наймитів також. Таким чином почало заселятися село.
Існує думка, що село було названо на честь власника земель Яна Стрипського. На території , де зараз розквітає село, раніше був ліс і тому перші жителі будували свої помешкання на берегах. А оскільки внизу протікала річка, то вони почали спускатися з берегів в яму, ближче до води.
Тому наше село розташоване на такій собі «ямі», через яке протікає річка «Циганка».
2. Також існує припущення, що назва села зберігає "спомини" про давнього слов"янського бога вітрів Стрибога (Стрибог – Стрибо – Стрипа).
3. За іншими ж переказами , назва села походить від слова „стрибати”. Багато років тому на околицях села було багато маленьких струмочків. Вівчарам , які випасали тут отари овець , часто доводилося стрибати через ці струмочки : „стриб-стриб” і тому село так і назвали – Стрипа.
4. Ще одна легенда твердить , що назва села походить від слів скрип, скрипіти. За легендою, дуже давно, посеред села, над річкою Циганкою, росла стара-престара верба, яка, похитуючись від вітерцю, поскрипувала. Жителів села зачаровував чарівний звук скрипучої верби : скрипу – скрип – скрипа і вони вирішили назвати цим чарівним звуком своє село – Стрипа. 
Перша письмова згадка про село датується 1451 роком. Тоді воно належало до Невицького домену Другетів. Етноніми "Stripo", "Strypo", "Ztrypo", ймовірно, зберігають "спомини" про давнього слов'янського бога вітрів Стрибога (Стрибог-Стрибо-Стрипа). 
У другій половині XlV ст. , після того як збудувалось саме село , стрипчани почали будувати печеру, оскільки в ті роки якраз проходила війна і їм не було куди заховатись. Ця печера стала для них сховищем, яке вони назвали Сховище. Але на сьогоднішній час ця печера завалилась, тому що їй уже багато років. 
В XV-XVII ст. село було власністю Другетів. Частина села в XVI ст. належала шляхтичам Оросам, В 1567 році у Стрипі було оподатковано три селянські господарства, що володіли 2 портами. В останній чверті XVI ст. село збільшилося за рахунок нових поселенців. В 1599 році в Стрипі нараховувалось 11 селянських господарств і господарство шолтейса. 
За легендою, дуже давно, посеред села, над річкою Циганкою, росла стара-престара верба, яка, похитуючись від вітерцю, поскрипувала. Жителів села зачаровував чарівний звук скрипучої верби: скрипу–скрип–скрипа і вони вирішили назвати цим чарівним звуком своє село — Стрипа. 

## Політика

### Парламентські вибори, 2019
На позачергових парламентських виборах 2019 року у селі функціонувала окрема виборча дільниця № 210575, розташована у приміщенні клубу.
Результати
- зареєстровано 346 виборців, явка 57,23%, найбільше голосів віддано за «Слугу народу» — 35,90%, за «Опозиційний блок» — 29,74%, за Всеукраїнське об'єднання «Батьківщина» — 10,77%.[1] В одномандатному окрузі найбільше голосів отримав Андрій Андріїв (самовисування) — 35,90%, за Роберта Горвата (самовисування) — 22,05%, за Олександра Пекаря (Слуга народу) — 12,31%[2].

## Релігія
В XVII ст. у селі уже була споруджена православна церква. 
храм св. Петра і Павла. 1999.
Камінь під спорудження церкви за проектом Ужгородського архітектора А. Медвецького було закладено 16 липня 1995 р. Урочисту проповідь виголосив помічний єпископ Йосип Головач. Присутніми були парох о.Павло Сабов та проректор Ужгородської духовної академії о.Іван Тидір.
Стилевий храм з цікаво вирішеними фасадами постав заслугою о. П. Сабова. Будівельні роботи очолив Юрій Лівицький. Спорудженням перекриття та вежі займався інженер Андрій Русин з Ярку. Іван Левчак виконав металеві роботи, а всі двері майстерно виготовив Андрій Левчак. Штукатурні роботи проводив Степан Левчак. На будівництві найактивніше працювали Федір Митровка, Володимир Савчин, Петро Мателешко, Михайло Соломон, Юрій Біба. Багато зусиль доклала голова громади Агнета Ковач, її син Ярослав зробив дерев’яний хрест і кивот для вівтаря, чотири рами для намісних ікон.
Місце для будівництва церкви допоміг отримати директор радгоспу “Великолазький” Ігор Юрик. Значну суму на спорудження пожертвував Степан Мателешко. Завершений храм освячено 26 вересня 1999 р.
храм св. Трійці. 1999.
Будівництво цегляної церкви організував о. Антон і в 1995 р. було освячено головний камінь.
Проект розробили архітектор Олександра Вдовіна та конструктор Валерій Мелєнтьєв. Головну роль у спорудженні відіграли місцеві майстри Степан Левчак, Віктор Симчишин, Іван Кочмар, Михайло Маркович, Володимир Біянов, Андрій Мателешко та голова церковної громади Юрій Левчак. Основні роботи завершено в 1997 р., а до 1999 р. храм поштукатурено, пофарбовано стіни в інтер’єрі і фасади. Попереду – прикрашення храму малюванням. Першим священиком у новоспорудженій церкві став о. Іван Лобач.

## Сьогодення
Станом на 01.01.2010 року  в Стрипі нараховувалось  127 дворогосподарств. Чисельність населення становить 454 чол. Площа населеного пункту — 69,6 га.
У селі функціонують початкова школа, дошкільний дитячий заклад, клуб, бібліотека, ФАП. В селі діють дві новозбудовані православна та греко-католицька церкви. 5 вересня 2010 року село Стрипа, що на Ужгородщині, відзначило свою 559-ту річницю. 

## Відомі люди
• Андрій Андрійович Червеняк — відомий композитор, член Національної ліги українських композиторів. Його пісенна душа почала відлунюватись на пісенні строфи відомих українських поетів: Василя Симоненка, Бориса Олійника, Максима Рильського, Олександра Олеся, Івана Тегзи, Юрія Шипа, Павла Василя. Усі пісні Андрія Червеняка милозвучні, написані від щирого серця пісенної душі та припадають до серця виконавців і шанувальників музичного мистецтва. У 2009 році вийшла в світ його перша збірка пісень "Любім Україну".
• Степан Юрійович Чудак — славний уродженець с. Стрипа опублікував понад 120 наукових праць, він є автором 3 винаходів, співавтором 2 навчальних посібників з грифом Міністерства освіти і науки України та понад 20 інших навчально-методичних посібників. Під його керівництвом  виконані і захищені дві кандидатські дисертації. Він є членом Координаційної ради  Національної Академії Наук України, заступником голови Державної акредитаційної комісії з природничих наук Міністерства освіти і науки України, головним редоктором журналу "Вісник Ужгородського університету. Серія "Хімія", нагороджений грамотою Міністерства освіти і науки України та нагрудним знаком "Відмінник освіти України".

## Символіка села
Герб села: на блакитному фоні, який символізує чисте, мирне небо, зображено символ сонця.
В нижній частині герба на фоні срібних гір, які є свідченням розмаїття лісових масивів навколо населеного пункту та його розташування у Срібній Землі — Закарпатті, розміщено великий кам'яний міст, як свідчення того, що через річку Циганку, яка протікає через село і ділить його умовно на дві частини, прокладено понад 30 мостів, через що Стрипу називають серед місцевого люду «Закарпатською Венецією».
В нижній частині герба засвідчено назву населеного пункту — Стрипа та дату першої письмової згадки про село — 1451р. Герб вписано у картуш й увінчано золотою короною з колосків, яка вказує на статус населеного пункту. Форма прапора та герба майже ідентична з формами символіки села Ярок, оскільки обидва села складають одну територіальну громаду і відносяться до одної сільської ради.

## Туристичні місця
- туристичний маршрут "Джерело Св.Анни"
- храм св. Трійці. 1999.
- храм св. Петра і Павла. 1999.
- печера XlV ст.
- річка Циганка
- джерело Св.Анна